# Galeaspida
Galeaspida
Classe
Ordres de rang inférieur
- †Eugaleaspidiformes
- †Galeaspidiformes
- †Huananaspidiformes
- †Polybranchiaspidiformes

Galeaspida (les galéapsides en français) constituent une classe éteinte de vertébrés marins agnathes apparus au Silurien et disparus au Dévonien.

## Caractéristiques

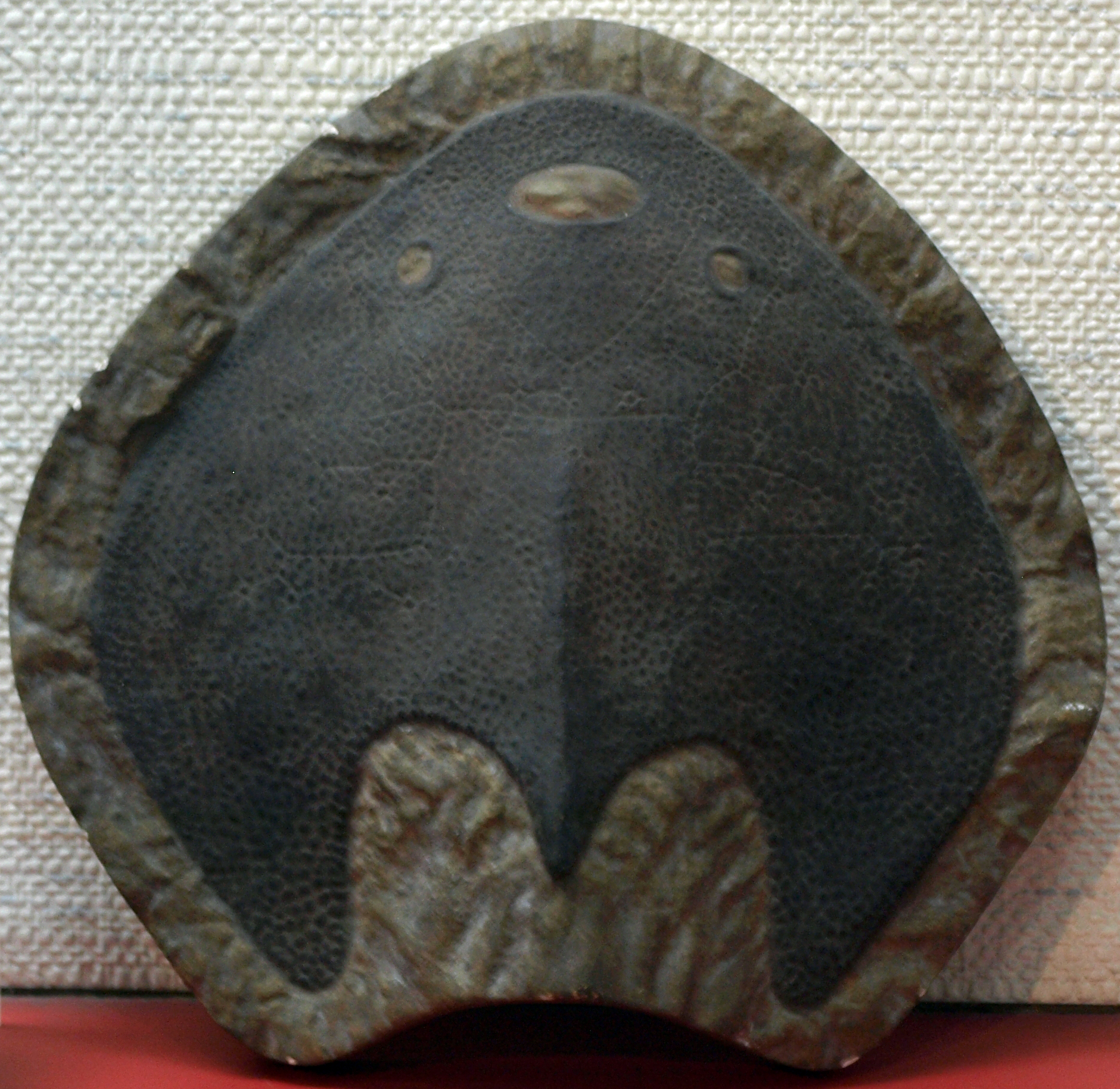
Bouclier céphalique d'un galéapside : Laxaspis sp.

- Large ouverture inhalante située sur la face dorsale de leur armure.
- Forme particulière de la ligne sensorielle dorsale.
- Bouclier céphalique
- 10 à 15 paires d'orifices branchiaux
- Bouche ventrale

### Sources
- « Les Règnes de la matière vivante »